# Natalie Wilkie
Natalie Wilkie (21 de gener de 2001) és una esquiadora de fons paralímpica canadenca. Com a membre més jove de l'equip del Canadà als Jocs Paralímpics d'hivern de 2018 va guanyar sengles medalles d'or, plata i bronze. Als Jocs Paralímpics d'hivern de 2022 va obtenir dues medalles d'or i una d'argent.

## Biografia
Wilkie va començar a entrenar i competir en esquí de fons quan tenia 4 anys, en tant que vivia prop de l'àrea d'esquí de fons de Larch Hills, a Salmon Arm, Colúmbia Britànica.
El juny de 2016, Wilkie va perdre quatre dits de la mà esquerra amb un ensamblador durant una classe de treball de la fusta de l'escola. Va reprendre els entrenaments amb el seu club d'esquí sense problemes només dues setmanes després de l'accident.
Es va introduir a l'esquí de fons paralímpic en un campament a Canmore, Alberta, el novembre de 2016. Actualment competeix a nivell nacional al Canadà, tant en esquí de fons paralímpic amb un sol baston, com en esquí de fons amb dos bastons d'esquí.
El febrer de 2018, Wilkie va ser seleccionada com el membre més jove de l'equip paralímpic canadenc per als Jocs Paralímpics d'Hivern de 2018 de Pyeongchang. Amb 17 anys, va guanyar una medalla d'or en estil clàssic de 7,5 km femení dempeus, una medalla de plata al relleu mixt 4x2,5, una medalla de bronze en estil clàssic d'1,5 km femení de velocitat dempeus, i va quedar sisena en els 15 km lliures femenins dempeus.
Al Campionat Mundial d'esquí paranòrdic de 2019 celebrat a Prince George, Wilkie va guanyar medalles de plata en les proves de relleus mixtes, dempeus i distància llarga femenina. També va aconseguir la quarta posició a les proves d'esprint dempeus femení i mitja distància dempeus femení. A la Copa del Món d'esquí paranòrdic de Sapporo 2019, celebrada el març de 2019, Wilkie va guanyar una medalla d'or a les proves d'esprint dempeus femení i una medalla de plata a la prova de mitja distància dempeus femení.
Va prendre part en els Jocs Paralímpics d'hivern de 2022, celebrats a Pequín, en els quals va obtenir la medalla d'or en la prova d'esprint dempeus d'esquí nòrdic paral·lel i en el descens clàssic de llarga distància, així com la de plata a la cursa de fons de 10 quilòmetres.